# Albuminuria
Az albuminuria egy kóros állapot, amely a vizeletben megemelkedett albuminfehérje-szinttel jár (gyakran a vizelet albumin-kreatinin aránya >30 milligramm albumin/1 gramm kreatinin/nap). Ez a proteinuria egyik típusa, és a vizeletvizsgálat során leggyakrabban kimutatott fehérje, amelynek emelkedett szintje vese- és szív- és érrendszeri betegségekkel (CVD) hozható összefüggésbe. Az albumin egy nagy mennyiségben jelen lévő plazmafehérje (a vérben van jelen), amelynek a vizeletbe jutását a nefronok szűrőszerű glomerulusai normális esetben megakadályozzák. Egészséges emberekben csak nyomokban van jelen a vizeletben, de amikor a vese szűrőrendszere károsodik, nagyobb mennyiségű albumin jut a vizeletbe, amely mennyiségileg meghatározható és felhasználható a vesekárosodás/vesebetegség mértékének meghatározására.

## Jelek és tünetek
Az albuminuria kis mennyiségben gyakran tünetmentes, de habos vizelet jelen lehet. Mivel jelentős mennyiségű albumin távozik a vizelettel, előfordulhat a boka, a kéz, a has vagy az arc duzzanata (lásd ödéma és nefrózis szindróma). Ez azért van, mert az albumin egyik fő szerepe a vérben az ozmotikus ágensként való működés, megakadályozva, hogy a víz elhagyja az ereket és a környező szövetekbe szivárogjon.